# Brian Dennehy
Brian Manion Dennehy (n. 9 iulie 1938, Bridgeport, Connecticut, SUA – d. 15 aprilie 2020, New Haven, Connecticut, SUA) a fost un actor american de  film, teatru și televiziune. A câștigat un Golden Globe, două Tony Awards și a avut șase nominalizări la Primetime Emmy Award. Este cel mai cunoscut pentru rolul șerifului Will Teasle din First Blood (1982). A mai jucat în filme ca Gorky Park, Silverado, Cocoon, Romeo + Juliet sau Knight of Cups.

## Filmografie

### Film
| An   | Titlu                                | Rol                   | Note       |
| ---- | ------------------------------------ | --------------------- | ---------- |
| 1977 | Semi-Tough                           | T.J. Lambert          |            |
| 1977 | Looking for Mr. Goodbar              | Surgeon               |            |
| 1977 | Bumpers                              | Ernie Stapp           |            |
| 1978 | Foul Play                            | Fergie                |            |
| 1978 | F.I.S.T.                             | Frank Vasco           |            |
| 1979 | 10                                   | Don the Bartender     |            |
| 1979 | Butch and Sundance: The Early Days   | O.C. Hanks            |            |
| 1980 | Little Miss Marker                   | Herbie                |            |
| 1982 | Split Image                          | Kevin Stetson         |            |
| 1982 | First Blood                          | Sheriff Will Teasle   |            |
| 1983 | Gorky Park                           | William Kirwill       |            |
| 1983 | Never Cry Wolf                       | Rose Little           |            |
| 1984 | Finders Keepers                      | Mayor Frizzoli        |            |
| 1984 | The River Rat                        | Doc Cole              |            |
| 1985 | Silverado                            | Sheriff Cobb          |            |
| 1985 | Cocoon                               | Walter                |            |
| 1985 | Twice in a Lifetime                  | Nick                  |            |
| 1985 | The Check Is in the Mail             | Richard Jackson       |            |
| 1986 | F/X                                  | Lt. Leo McCarthy      |            |
| 1986 | Legal Eagles                         | C.J. Cavanaugh        |            |
| 1987 | The Belly of an Architect            | Stourley Kracklite    |            |
| 1987 | Best Seller                          | Lt. Dennis Meechum    |            |
| 1988 | Miles from Home                      | Frank Roberts, Sr.    |            |
| 1988 | The Man from Snowy River II          | Harrison              |            |
| 1988 | Cocoon: The Return                   | Walter                |            |
| 1989 | Georg Elser – Einer aus Deutschland  | Wagner                |            |
| 1989 | Indio                                | Whytaker              |            |
| 1990 | The Last of the Finest (Blue Heat)   | Frank Daly            |            |
| 1990 | Presumed Innocent                    | Raymond Horgan        |            |
| 1991 | F/X2                                 | Leo McCarthy          |            |
| 1992 | Gladiator                            | Jimmy Horn            |            |
| 1994 | Jackaboy Blue                        | Guggles McMillian     |            |
| 1995 | Tommy Boy                            | Big Tom Callahan II   |            |
| 1995 | The Stars Fell on Henrietta          | Big Dave McDermot     |            |
| 1996 | Romeo + Juliet                       | Ted Montague          |            |
| 1998 | Dish Dogs                            | Frost                 |            |
| 1999 | The Virtuoso                         | Unknown               |            |
| 1999 | Out of the Cold                      | David Bards           |            |
| 1999 | Silicon Towers                       | Unknown               |            |
| 2001 | Summer Catch                         | John Schiffner        |            |
| 2001 | Three Blind Mice                     | Matthew Hope          |            |
| 2002 | Stolen Summer                        | Father Kelly          |            |
| 2002 | Code Yellow: Hospital at Ground Zero | Narrator              |            |
| 2002 | Drawing First Blood                  | Himself               | Short film |
| 2004 | She Hate Me                          | Chairman Billy Church |            |
| 2005 | Assault on Precinct 13               | Jasper O'Shea         |            |
| 2005 | Tommy Boy: Behind the Laughter       | Himself               | Short film |
| 2005 | 10th and Wolf                        | Horvath               |            |
| 2006 | The Ultimate Gift                    | Gus                   |            |
| 2006 | Everyone's Hero                      | Babe Ruth             | Voice      |
| 2007 | Ratatouille                          | Django                | Voice      |
| 2007 | War Eagle, Arkansas                  | Unknown               |            |
| 2008 | Righteous Kill                       | Lt. Hingus            |            |
| 2009 | Factory 9                            | Unknown               |            |
| 2010 | Alleged                              | Clarence Darrow       |            |
| 2010 | The Next Three Days                  | George Brennan        |            |
| 2010 | Meet Monica Velour                   | Pop Pop               |            |
| 2010 | Every Day                            | Ernie                 |            |
| 2011 | The Big Year                         | Raymond Harris        |            |
| 2015 | Knight of Cups                       | Joseph                |            |

### Televiziune
| An        | Titlu                                          | Rol                        | Note                               |
| --------- | ---------------------------------------------- | -------------------------- | ---------------------------------- |
| 1977      | Kojak                                          | Peter Connor               | Episodul: "The Godson"             |
| 1977      | Johnny, We Hardly Knew Ye                      | Longshoreman               | Film TV                            |
| 1977      | It Happened at Lakewood Manor                  | Fire Chief                 | Film TV                            |
| 1977      | Lou Grant                                      | Wilson                     | Episodul: "Nazi"                   |
| 1977      | M*A*S*H                                        | Ernie Connors              | Episodul: "Souvenirs"              |
| 1978      | A Real American Hero                           | Buford Pusser              | Film TV                            |
| 1978      | Pearl                                          | Sgt. Otto Chain            | 3 episoade                         |
| 1978      | Dallas                                         | Luther Frick               | Episodul: "Winds of Vengeance"     |
| 1978      | Ruby and Oswald                                | George Paulsen             | Film TV                            |
| 1978      | A Death in Canaan                              | Barney Parsons             | Film TV                            |
| 1979      | Dummy                                          | Ragoti                     | Film TV                            |
| 1979      | Big Shamus, Little Shamus                      | Arnie Sutter               | 2 episoade                         |
| 1979      | The Jericho Mile                               | Dr. D                      | Film TV                            |
| 1979      | Silent Victory: The Kitty O'Neil Story         | Mr. O'Neil                 | Film TV                            |
| 1980      | A Rumor of War                                 | Sgt. Ned Coleman           | Film TV                            |
| 1980      | The Seduction of Miss Leona                    | Bliss Dawson               | Film TV                            |
| 1981      | Dynasty                                        | DA Jake Dunham             | 5 episodes                         |
| 1981      | Darkroom                                       | Roland                     | Episode: "Make-Up"                 |
| 1981      | Skokie                                         | Chief Arthur Buchanan      | Film TV                            |
| 1981      | Fly Away Home                                  | Tim Arnold                 | Film TV                            |
| 1982      | Star of the Family                             | Leslie Krebs               | 10 episodes                        |
| 1983      | I Take These Men                               | Phil Zakarian              | Film TV                            |
| 1983      | Blood Feud                                     | Edward Grady Partin        | Film TV                            |
| 1984      | Cagney and Lacey                               | Michael MacGruder          | Episode: "The Bounty Hunter"       |
| 1984      | Hunter                                         | Dr. Bolin                  | Episode: "Hunter"                  |
| 1984      | Off Sides                                      | Sgt. Cheever               | Film TV                            |
| 1985      | Evergreen                                      | Matthew Malone             | 3 episodes                         |
| 1985      | The Last Place on Earth                        | Frederick Cook             | 2 episodes                         |
| 1986      | Acceptable Risks                               | Don Sheppard               | Film TV                            |
| 1987      | The Lion of Africa                             | Sam Marsh                  | Film TV                            |
| 1987      | Miami Vice                                     | Reverend Billy Bob Proverb | Episode: "Amen...Send Money"       |
| 1988      | A Father's Revenge                             | Paul Hobart                | Film TV                            |
| 1989      | Day One                                        | General Leslie Groves      | Film TV                            |
| 1989      | Perfect Witness                                | James Falcon               | Film TV                            |
| 1990      | A Killing in a Small Town                      | Ed Reivers                 | Film TV                            |
| 1990      | Rising Son                                     | Gus Robinson               | Film TV                            |
| 1990      | Pride and Extreme Prejudice                    | Bruno Morenz               | Film TV                            |
| 1991      | In Broad Daylight                              | Len Rowan                  | Film TV                            |
| 1992      | The Diamond Fleece                             | Lt. Merritt Outlaw         | Film TV                            |
| 1992      | Teamster Boss: The Jackie Presser Story        | Jackie Presser             | Film TV                            |
| 1992      | To Catch a Killer                              | John Wayne Gacy            | Film TV                            |
| 1992      | The Burden of Proof                            | Dixon Hartnell             | Film TV                            |
| 1992      | Deadly Matrimony                               | Sgt. Jack Reed             | Film TV                            |
| 1993      | Foreign Affairs                                | Chuck Mumpson              | Film TV                            |
| 1993      | Prophet of Evil: The Ervil LeBaron Story       | Ervil LaBaron              | Film TV                            |
| 1993      | Final Appeal                                   | Perry Sundquist            | Film TV                            |
| 1993      | Jack Reed: Badge of Honor                      | Jack Reed                  | Film TV                            |
| 1993      | Murder in the Heartland                        | John McCarthur             | Film TV                            |
| 1994      | Leave of Absence                               | Sam                        | Film TV                            |
| 1994      | Midnight Movie                                 | James Boyce                | Film TV                            |
| 1994      | Jack Reed: A Search for Justice                | Jack Reed                  | Film TV                            |
| 1994      | Birdland                                       | Dr. Brian McKenzie         | 4 episodes                         |
| 1995      | Jack Reed: One of Our Own                      | Jack Reed                  | Film TV                            |
| 1995      | Shadow of a Doubt                              | Charlie Sloan              | Film TV                            |
| 1996      | Dead Man's Walk                                | Major Chvallie             | 2 episodes                         |
| 1996      | Jack Reed: A Killer Among Us                   | Jack Reed                  | Film TV                            |
| 1996      | Jack Reed: Death and Vengeance                 | Jack Reed                  | Film TV                            |
| 1996      | A Season in Purgatory                          | Gerald Bradly              | Film TV                            |
| 1996      | Undue Influence                                | Paul Madriani              | Film TV                            |
| 1996      | Nostromo                                       | Joshua C. Holyrod          | 4 episoade                         |
| 1997      | Indefensible: The Truth About Edward Brannigan | Eddie Brannigan            | Film TV                            |
| 1998–2003 | Just Shoot Me                                  | Red Finch                  | 4 episoade                         |
| 1998      | Voyage of Terror                               | U.S. President             | Film TV                            |
| 1998      | Thanks of a Grateful Nation                    | Senator Riegle             | Film TV                            |
| 1999      | Netforce                                       | Lowell Davidson            | Film TV                            |
| 1999      | Sirens                                         | Lt. Denby                  | Film TV                            |
| 1999      | Too Rich: The Secret Life of Doris Duke        | Louis Bromfield            | Film TV                            |
| 2000      | Fail Safe                                      | Gen. Bogan                 | Film TV                            |
| 2000      | Death of a Salesman                            | Willy Loman                | Film TV                            |
| 2001      | Warden of Red Rock                             | Sheriff Church             | Film TV                            |
| 2001      | The Fighting Fitzgeralds                       | Fitzgerald                 | 10 episoade                        |
| 2002      | A Season on the Brink                          | Bobby Knight               | Film TV                            |
| 2003      | The Roman Spring of Mrs. Stone                 | Tom Stone                  | Film TV                            |
| 2004      | Category 6: Day of Destruction                 | Andy Goodman               | Film TV                            |
| 2005      | Our Fathers                                    | Father Dominic Spagnolia   | Film TV                            |
| 2005      | The Exonerated                                 | Gary Gauger                | Film TV                            |
| 2005      | The West Wing                                  | Senator Rafe Framingham    | Episodul: "Ninety Miles Away"      |
| 2006      | The 4400                                       | Mitch Baldwin              | s 3 e 8                            |
| 2007      | Law and Order: Special Victims Unit            | Judson                     | Episodul: "Scheherezade"           |
| 2007      | Marco Polo                                     | Kublai Khan                | Film TV                            |
| 2007      | Masters of Science Fiction                     | Bedzyk                     | Episodul: "The Discarded"          |
| 2008      | 30 Rock                                        | Mickey J                   | Episodul: "Sandwich Day"           |
| 2009      | Rules of Engagement                            | Roy                        | Episodul: "Dad's Visit"            |
| 2010      | Rizzoli & Isles                                | Detective Kenny Leahy      | Episodul: "Boston Strangler Redux" |
| 2012      | The Good Wife                                  | Bucky                      | 2 episoade                         |
| 2013      | The Challenger                                 | Chairman William Rogers    | Film TV                            |
| 2013      | The Big C                                      | Mr. Tolkey                 | Episodul: "The Finale"             |
| 2015      | Public Morals                                  | Joe Patton                 | 7 episoade                         |
| 2016      | The Blacklist                                  | Dom                        | Episodul: "The Artax Network"      |